# Rai Uno
Rai 1 (Rai Uno) és el primer canal de televisió de la Radiotelevisione Italiana (Rai), empresa de radiodifusió pública d'Itàlia. Emet una programació generalista per a tota la família i és líder d'audiència en el seu país. Com la resta de canals del grup, es finança amb un impost específic i publicitat. La seua seu es troba a Roma. Va començar les seues emissions regulars el 3 de gener de 1954 i va ser la primera televisió existent en la República d'Itàlia. Amb la creació d'un segon canal en 1961, va passar a ser l'emissora principal de l'ens públic. Inicialment conegut com a Programma Nazionale, en els anys 1970 va canviar el seu nom per Rete 1 i en 1983 va adoptar la seua denominació actual.